# Египат на Светском првенству у атлетици на отвореном 2003.
Египат је учествовао на 9. Светском првенству у атлетици на отвореном 2003. одржаном у Паризу од 23. до 31. августа. Репрезентацију Египта на његовон деветом учешћу на светским првенствима на отвореном представљала је једна атлетичарка која се такмичила у бацању кладива.
На овом првенству Египат није освојио ниједну медаљу, нити је оборен неки рекорд.

## Учесници
Жене:
- Марва Хусеин — Бацање кладива

## Резултати

### Жене
| Атлетичарка  | Дисциплина     | Лични рекорд | Квалификације | Квалификације | Финале                | Финале       | Детаљи                                 |
| Атлетичарка  | Дисциплина     | Лични рекорд | Резултат      | Место         | Резултат              | Место        | Детаљи                                 |
| ------------ | -------------- | ------------ | ------------- | ------------- | --------------------- | ------------ | -------------------------------------- |
| Марва Хусеин | бацање кладива | 65,26 НР     | 64,53         | 12. у гр. Б   | Није се квалификовала | 21 / 40 (44) | Архивирано на веб-сајту (24. мај 2016) |